# 84 (număr)
84 (optzeci și patru) este numărul natural care urmează după 83 și precede pe 85 într-un șir crescător de numere naturale.

## În matematică
84:
- Este un număr abundent.[1][2]
- Este un număr practic.[3][4]
- Este un număr refactorabil [5][6]
- Este un număr rotund.[7][8]

Un hipercub în 7 dimensiuni, având 84 de hipercuburi 5-dimensionale

- Este suma primelor 7 numere triunghiulare, fiind un Număr tetraedric.[9][10]
- Este un număr dodecaedric.[11][12]
- Este un număr platonic.[13]
- Este un număr Størmer.[14][15]
- Este suma a două numere prime gemene: 41 + 43.
- Este un Număr semiperfect, fiind triplul unui număr perfect (28).
- Este un număr palindromic și repdigit în bazele 11 (7711), 13 (6613), 20 (4420), 27 (3327) și 41 (2241).
- Este limita superioară⁠(d) al celui mai mare subgrup finit din grupul clasei de cartografiere⁠(d) a suprafeței de genul g împărțit la g.

Un 7-cub este un hipercub în spațul 7-dimensional, având 84 de hipercuburi 5-dimensionale cu 5-fețe (fețe în spațiul 5-dimensional).

## În știință
- Este numărul atomic al poloniului.

### În astronomie
- Messier 84 este o galaxie lenticulară cu o magnitudine 11,0 în constelația Fecioara.
- Obiectul NGC 84 din New General Catalogue este o stea în constelația Andromeda.
- Perioada siderală (în ani tereștri) a lui Uranus.
- 84 Klio, un asteroid din centura principală.

## În alte domenii
84 se poate referi la:
- Durata în ani a ciclului Insular latercus, ciclu folosit în trecut de celți,[16] egal cu 3 cicluri ale calendarului iulian.
- WGS 84, ultima versiune a World Geodetic System, un sistem de referință global fix pentru Pământ.
- Numărul departamentului Vaucluse din Franța.
- Prefixul telefonic internațional pentru Vietnam.[17]
- Grupul de cifre din codul ISBN pentru cărțile publicate în Spania.
- Filmul Strada Charring Cross, nr. 84 (84 Charing Cross Road', 1987) în care au jucat Anne Bancroft și Anthony Hopkins